# 黄线柳
黄线柳（学名：Salix linearifolia）是杨柳科柳属的植物。分布在伊朗、阿富汗、中亚地区以及中国大陆的新疆等地，生长于海拔500米至600米的地区，常生于河边以及沟渠边，目前尚未由人工引种栽培。